# NGC 659
NGC 659 is een open sterrenhoop in het sterrenbeeld Cassiopeia. Het hemelobject werd in 1783 ontdekt door de Duits-Britse astronome Caroline Herschel.

## Synoniem
- OCL 332